# هاميلتون (جزر برمودا)
هاميلتون (بالإنجليزية: Hamilton)‏ عاصمة جزر برمودا وتعتبر المركز المالي وتحتوي على الميناء الرئيسي ومقصد سياحي. تعود التسمية إلى محافظ العاصمة سير هنري هاميلتون (1778-1794). يبلغ عدد سكان العاصمة 969 نسمة. تم تأسيس المدينة في سنة 1790.

## التاريخ

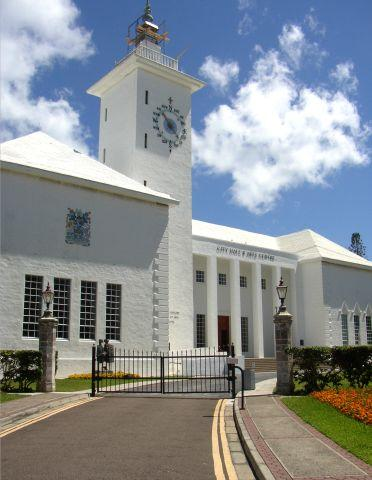
تلة المدينة

بدأ تاريخ هاميلتون كمدينة بريطانية عام 1790، عندنا وضعت حكومة برمودا 145 فداناً جانباً للمستقبل. وتأسست رسمياً عام 1793 بموجب قانون صدر عن البرلمان. سُمّيت بهاميلتون على اسم المحافظ السير هنري هاميلتون. نُقلت عاصمة المستعمرة من سانت جورج إلى هاميلتون عام 1815. أصبحت المدنية قلب برمودا السياسي والعسكري منذ ذلك الحين. من المباني الحكومية والبرلمان في المدينة: مقر الحكومة في الشمال، مبنى الأميرالية التابع للبحرية الملكية البريطانية في الغرب (في منطقة بمبروك) وقيادة الجيش البريطاني وحامية برمودا في الشرق.
أصبحت هاميلتون مدينة عام 1897، قبل إنشاء كاثدرائية الثالوث المقدس عام 1911 (كنيسة إنجلترا) التي كانت تحت الإنشاء في ذلك الوقت. تطل المدينة اليوم على ميناء هاميلتون فهو عبارة عن المنطقة التجارية في المقام الأول. حافظت المدينة على نمط معين في بناء المنشآت والمباني، فهي تقريباً بنفس الارتفاع إذ أنه يحظر بناء أبنية يتجاوز ارتفاعها ارتفاع الكاتدرائية.

## الجغرافيا
تقع هاميلتون على الجانب الشمالي من ميناء هاملتون، وهو الميناء الرئيسي في برمودا. سميت المدينة على اسم المحافظ السير هنري هاميلتون الذي حكمها من 1786 حتى 1793. 
مع أن هاميلتون هي العاصمة الإدارية لبرمودا، إلا أن عدد سكانها الدائمين محدود، فقد وصل عددهم إلى حوالي 1010 أشخاص عام 2010؛ مع ذلك فإن حوالي 13,340 شخص يعملون فيها يومياً وهذا يشكّل حوالي 40% من سكان برمودا. تعتبر هاميلتون أصغر من مدينة سانت جورج التاريخية، وهذا يعطي تصوراً عن طبيعة توزيع السكان المحلي في برمودا .

## الاقتصاد
باعتبارها مركزاً للعديد من الشركات الأجنبية، تتوفر برمودا على اقتصاد أعمال دوليّ متطور، حيث تمثل مصدراً للخدمات المالية، وصناديق الاستثمار، وخدمات التأمين وإعادة التأمين، إضافة إلى الصناديق ذات الغايات الخاصة. تشكّل قطاعات الأشغال المالية والمقاولات الدولية نسبة كبيرة من اقتصاد برمودا. وتتم معظم هذه الأعمال في مدينة هاميلتون العاصمة.
تُعد هاميلتون مقراً للعديد من شركات التّأمين العالمية، وباعتبارها مركزاً عالمياً لخدمات إعادة التأمين، تتواجد المقرات الرئيسية لأكثر من 400 شركة عالمية في برمودا. يدخل معظمها تحت لواء جمعية برمودا للشركات الدولية. وبشكل عام، فإن أكثر من 1,500 شركة حرة أو دولية مسجلة في سجل برمودا للمقاولات.
تَعتمد هاميلتون سياسات تُخفض من قيمة الضرائب، ما أدى إلى توافد الشركات الأمريكيّة على المدينة، حيث تعتبر المقرّ الرئيسي لعدد من الشركات الرائدة منها شركة Bacardi للمشروبات الكحولية المقطرة وشركة Genpact للتعهيد، شركة الاتصالات اللاسلكية Global Crossing، إضافة إلى شركة Tokio Millennium Re المختَصة في إعادة التأمين. تُمثل هاميلتون كذلك وجهة لشركات الشحن العالمية، حيث تمتلك بعض الشركات من هذا القطاع مقرات لها بالمدينة، أهمها شركة DryShips و Frontline وشركة Dockwise.
يجدر بالذكر أن مقر سلسلة The MarketPlace للمتاجر يوجد قرب فرع السلسة بهاميلتون، أكبر فرع وأضخم متجر بقالة في برمودا.

## شعار النبالة والعلم
يجسد شعار نبالة مدينة هاميلتون درع تظهر عليه سفينة شراعية ذهبية ترمز إلى البيان، وتحيط بها ثلاث زهرات ذهبية خماسية البتلات، اثنتان منهما فوق السفينة وواحدةٌ أسفلها، جميعها على خلفية زرقاء. تحمل الدرعَ حورية وفرس بحر هيرالدري (نصفه حصان ونصفه سمكة)، وهو موضوعٌ على قطعة أرض أمامها طومار مكتوبٌ عليه الشعار الوطني. فوق الدرع قمة تظهر فيها خوذة مغلقة عليها فرس بحر هيرالدري منبثقٌ من البحر يحمل زهرة. شعار المدينة الوطني الكامل هو Hamilton sparsa collegit، ("جمعت هاميلتون المبددين").
علم المدينة رايةُ أسلحة تظهر عليها نفس التفاصيل الظاهرة على درع شعارِ نبالةِ المدينة باستثناء أن الزهور فيه بيضاء وليست ذهبية اللون.

## الحدائق
في هاميلتون حدائق عديدة مقارنة بمساحتها، تعتبر حديقة فيكتوريا أبرزها. تحتل هذه الحديقة قطاعاً كاملاً وقد سميت على اسم الملكة فكتوريا. من حدائق هاميلتون الأخرى: حديقة بار لا فيل، حديقة بارز، حديقة الأرز المخفية.

## الرياضة
تشتهر هاميلتون بشواطئها الجميلة، ولهذا السبب تكثر فيها ممارسة الرياضات المائية مثل التزلج على الماء، والقوارب الشراعية، وركوب الأمواج والغوص تحت الماء.
ومن الجدير بالذكر أن واحدة من أهم البطولات العالمية لمسابقات الزوارق الشراعية تقام في هاميلتون، بطولة كأس برمودا الذهبية، فهي إحدى أهم ثلاث بطولات للزوارق الشراعية المعترف بها عن طريق الاتحاد الدولي للإبحار (ISAF)، وتستقطب العديد من المتسابقين من جميع أنحاء العالم للإبحار لمدة خمسة أيام.

## المناخ
على الرغم من وقوع هاميلتون شمال خط الإستواء، إلا أن طقسها حارّ، ومناخها شبه استوائي رطب ويستمر لفترة قصيرة فقط ثم يبدأ تأثير المناخ المداري الحقيقي. يكون الطقس فيها مناسباً لنمو أشجار جوز الهند بأنواع مختلفة، على الرغم من أنها ربما تكون الفواكه غير ناضجة بشكل جيد خلال شهور الشتاء بسبب ضعف أشعة الشمس والحرارة على خطوط عرضها. لهاميلتون درجات حرارة مختلفة عن الحرارة المعتادة في خط العرض 32 شمال خط الإستواء بسبب التأثيرات المعتدلة من شمال المحيط الأطلسي والتيار الخليجي المجاور. 
يتميز صيف هاميلتون بالحرارة والرطوبة وشتاؤها معتدل. كدرجات الحرارة الهادئة في المحيط الأطلسي فإنه نادراً ما يصبح الجو حار جداً أو الشعور بالبرودة في هاميلتون. هطول الأمطار مستمر على طول السنة، ولا يوجد أشهر جافة فيها، يهطل على المدينة بمعدل شهري أقل من 60 ملم. هطول الأمطار بالصيف عادةً ما يكون على شكل زخات خفيفة وعواصف رعدية واضطرابات استوائية وحتى أعاصير استوائية. في الشتاء يكون هطول الأمطار قادماً من الأعاصير فوق المدارية المتجهة غرباً والجبهات الهوائية المرتبطة بها. بحالات نادرة وشاذة تتعرض لموجات جفاف كبيرة بسبب تأثرها بالضغط الجوي الناتج عن وقوعها على تلال مرتفع الآصور.
| البيانات المناخية لـهاميلتون                       | البيانات المناخية لـهاميلتون | البيانات المناخية لـهاميلتون | البيانات المناخية لـهاميلتون | البيانات المناخية لـهاميلتون | البيانات المناخية لـهاميلتون | البيانات المناخية لـهاميلتون | البيانات المناخية لـهاميلتون | البيانات المناخية لـهاميلتون | البيانات المناخية لـهاميلتون | البيانات المناخية لـهاميلتون | البيانات المناخية لـهاميلتون | البيانات المناخية لـهاميلتون | البيانات المناخية لـهاميلتون |
| الشهر                                              | يناير                        | فبراير                       | مارس                         | أبريل                        | مايو                         | يونيو                        | يوليو                        | أغسطس                        | سبتمبر                       | أكتوبر                       | نوفمبر                       | ديسمبر                       | المعدل السنوي                |
| -------------------------------------------------- | ---------------------------- | ---------------------------- | ---------------------------- | ---------------------------- | ---------------------------- | ---------------------------- | ---------------------------- | ---------------------------- | ---------------------------- | ---------------------------- | ---------------------------- | ---------------------------- | ---------------------------- |
| الدرجة القصوى °ف (°م)                              | 77.7 (25.4)                  | 79 (26)                      | 79 (26)                      | 81 (27)                      | 86 (30)                      | 90 (32)                      | 91.6 (33.1)                  | 93 (34)                      | 91.8 (33.2)                  | 89 (32)                      | 84 (29)                      | 80 (27)                      | 93 (34)                      |
| متوسط درجة الحرارة الكبرى °ف (°م)                  | 68.7 (20.4)                  | 67.8 (19.9)                  | 68.6 (20.3)                  | 70.8 (21.6)                  | 75.4 (24.1)                  | 80.6 (27.0)                  | 84.6 (29.2)                  | 85.7 (29.8)                  | 83.8 (28.8)                  | 79.4 (26.3)                  | 74.5 (23.6)                  | 70.6 (21.4)                  | 75.9 (24.4)                  |
| المتوسط اليومي °ف (°م)                             | 64.8 (18.2)                  | 63.9 (17.7)                  | 64.4 (18.0)                  | 66.7 (19.3)                  | 71.6 (22.0)                  | 76.8 (24.9)                  | 80.0 (26.7)                  | 80.9 (27.2)                  | 79.1 (26.2)                  | 75.0 (23.9)                  | 70.1 (21.2)                  | 66.2 (19.0)                  | 71.6 (22.0)                  |
| متوسط درجة الحرارة الصغرى °ف (°م)                  | 60.9 (16.1)                  | 59.9 (15.5)                  | 60.2 (15.7)                  | 62.5 (16.9)                  | 67.8 (19.9)                  | 73.0 (22.8)                  | 75.3 (24.1)                  | 76.1 (24.5)                  | 74.3 (23.5)                  | 70.6 (21.4)                  | 65.7 (18.7)                  | 61.7 (16.5)                  | 67.3 (19.6)                  |
| أدنى درجة حرارة °ف (°م)                            | 46 (8)                       | 44 (7)                       | 45 (7)                       | 48 (9)                       | 55 (13)                      | 64 (18)                      | 68 (20)                      | 68 (20)                      | 66 (19)                      | 58 (14)                      | 54.3 (12.4)                  | 50 (10)                      | 44 (7)                       |
| الهطول إنش (مم)                                    | 5.06 (129)                   | 4.54 (115)                   | 4.33 (110)                   | 3.46 (88)                    | 3.26 (83)                    | 5.13 (130)                   | 4.51 (115)                   | 5.15 (131)                   | 5.09 (129)                   | 6.35 (161)                   | 4.12 (105)                   | 4.50 (114)                   | 55.50 (1٬410)                |
| المصدر: Bermuda Weather Service: Climate 1949–1999 |                              |                              |                              |                              |                              |                              |                              |                              |                              |                              |                              |                              |                              |

## النقل

### الباصات

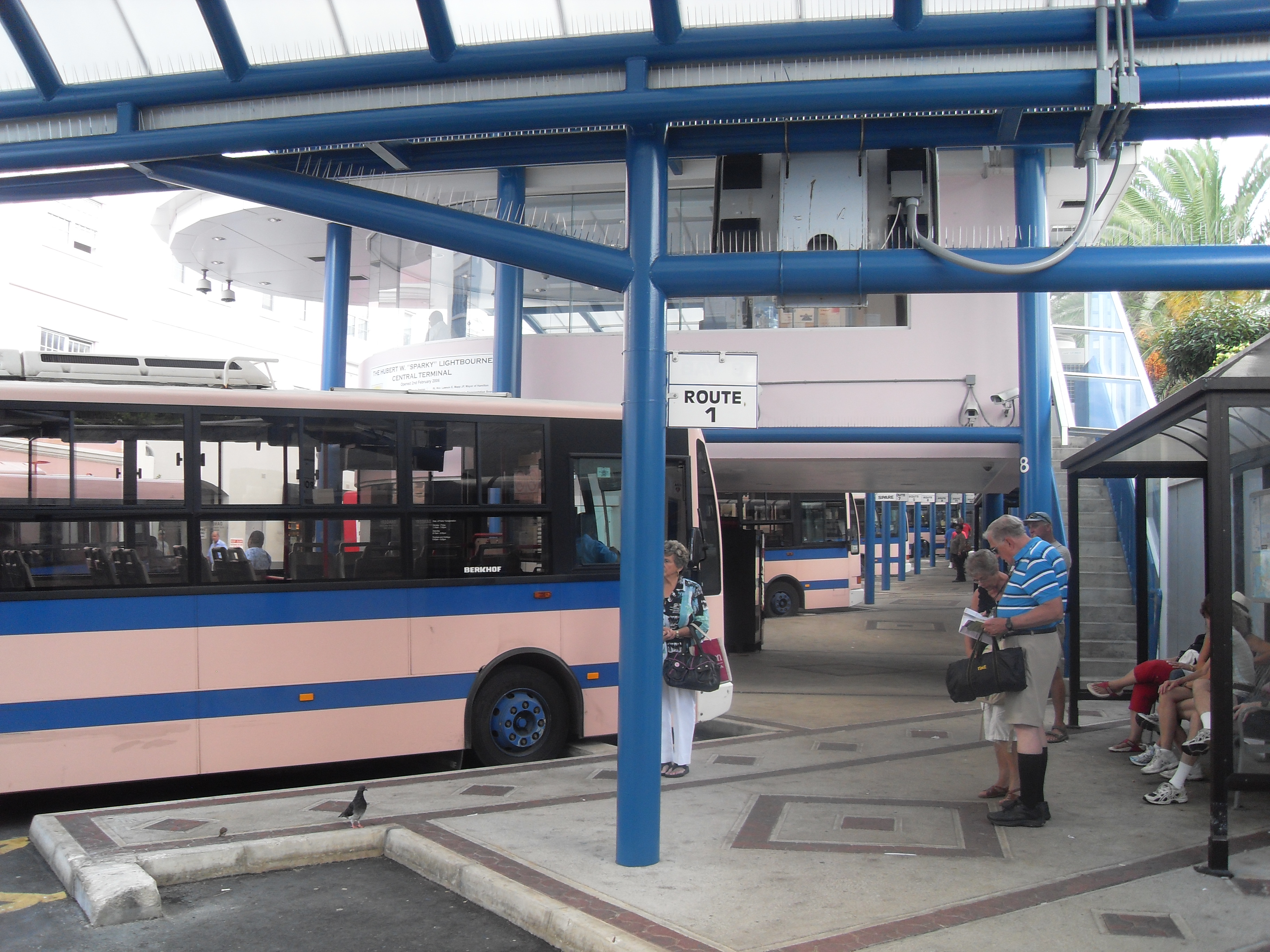
محطة باصات في هاميلتون

تبدأ جميع الطرق باستثناء واحدة (المسار 6) من محطة الحافلات في هاميلتون.
- الطريق الأول – هاميلتون/ خليج غروتو / سانت جورج (برمودا)
- الطريق 2 – هاميلتون/ الطريق الثاني
- الطريق 3 – هاميلتون / خليج غروتو / سانت جورج
- الطريق 4 – هاميلتون / النقطة الإسبانية
- الطريق 5 – هاميلتون / تلة بوند
- الطريق 7 – هاميلتون / زاوية بارنيز عبر طريق الشاطئ الجنوبي
- الطريق 8 & 8C – هاميلتون / زاوية بارينز؛ هاميلتون / دوكيارد؛ هاميلتون / سمرسيت عبر الطريق الأوسط
- الطريق 9 – هاميلتون / (الاستاد الوطني)
- الطريق 10 – هاميلتون / سانت جورج عبر الشاطئ الشمالي متجاوزاً الحوض
- الطريق 11 – هاميلتون / سانت جورج عبر طريق الشاطئ الشمالي

## معرض الصور

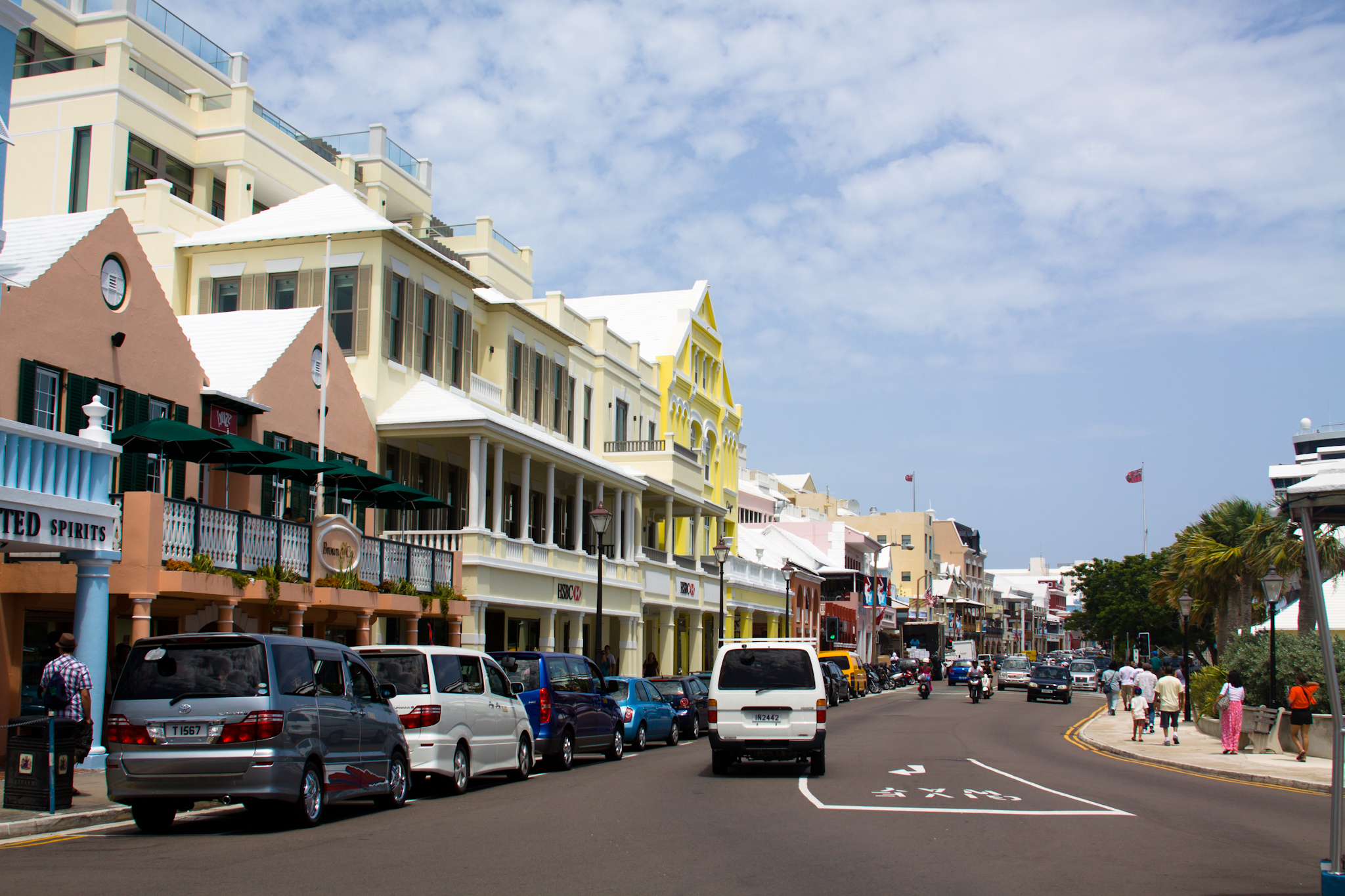
شارع رئيسي
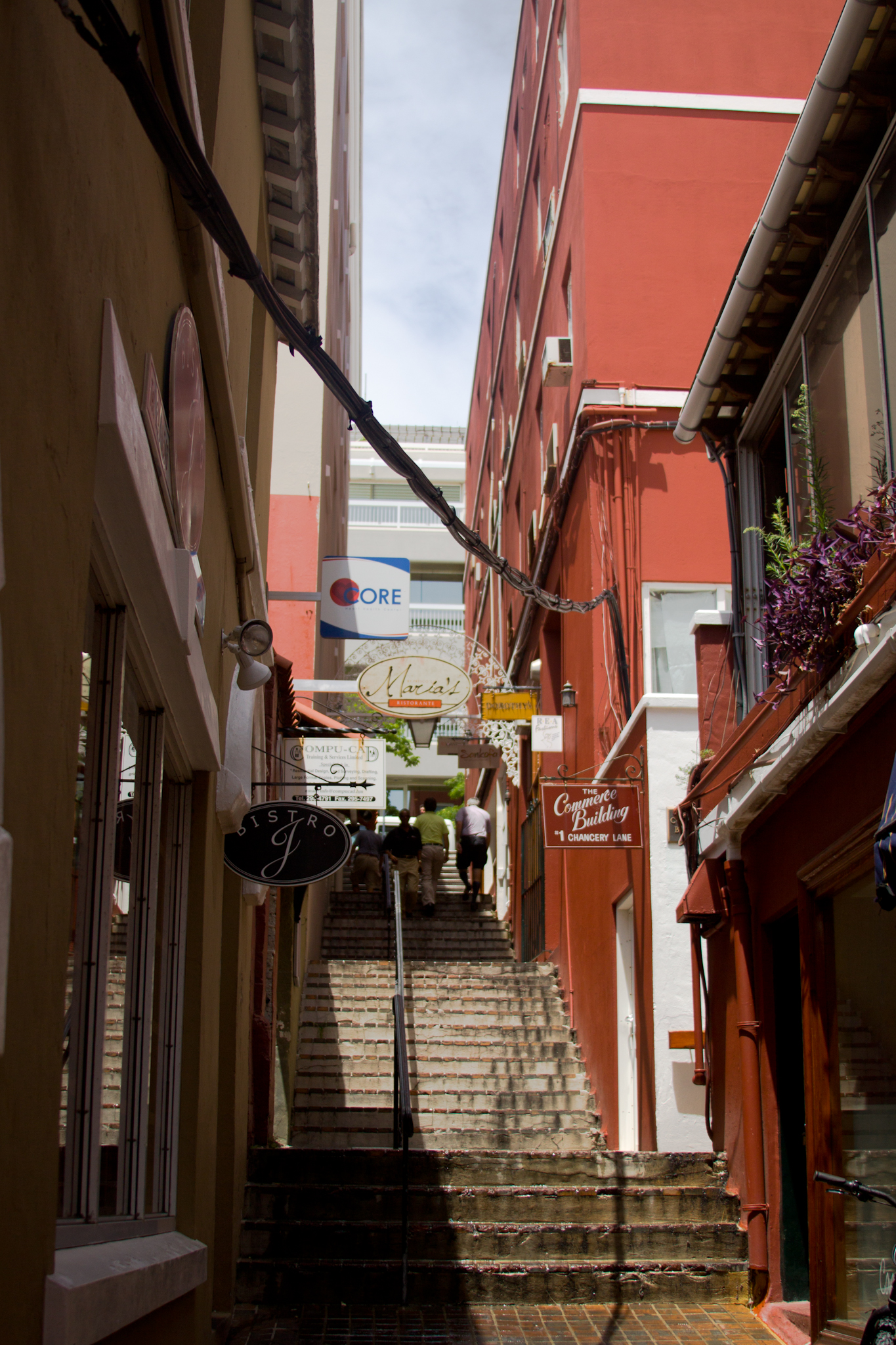
ممر السفارة
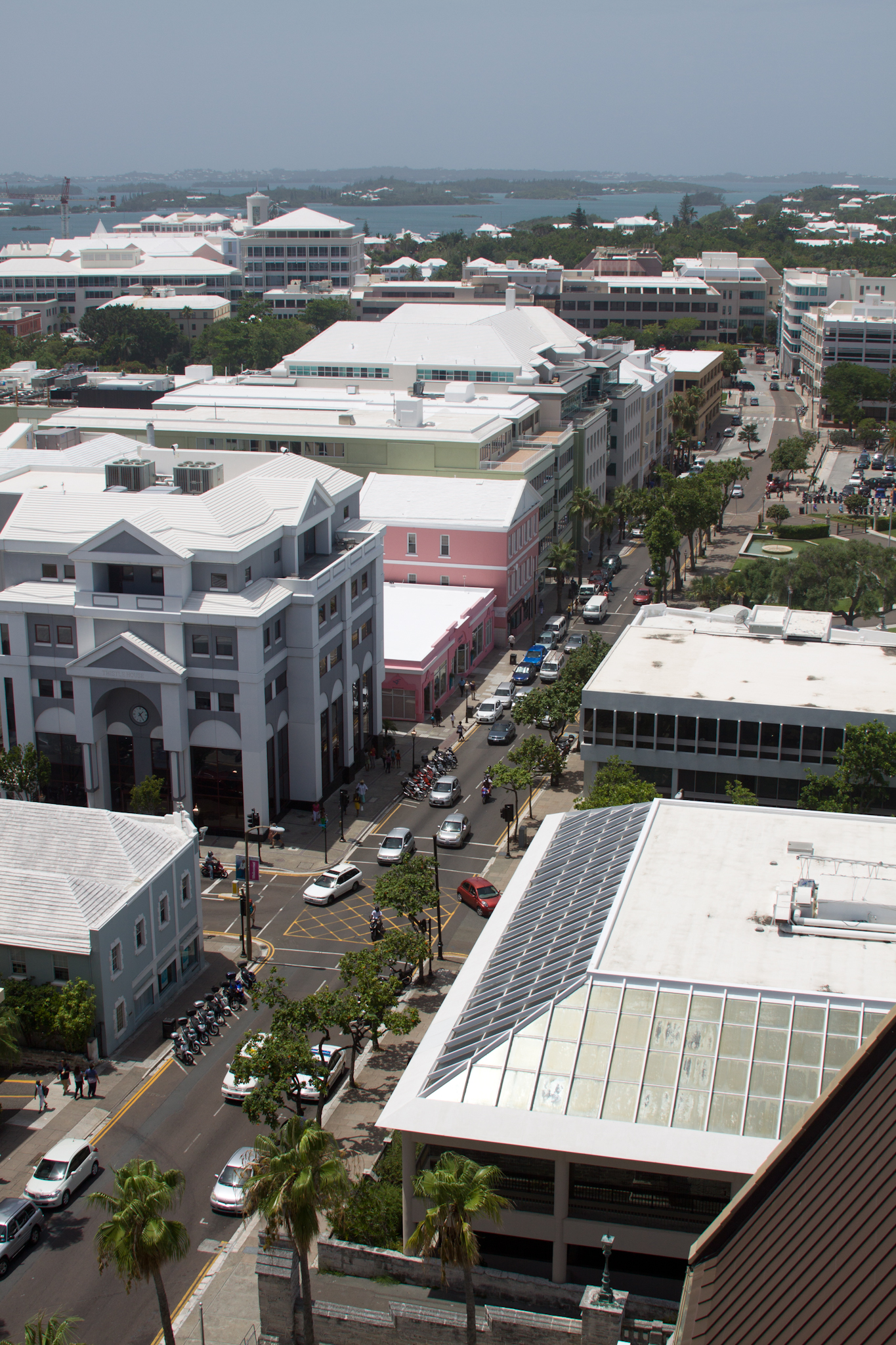
منظر من برج الكاثدرائية
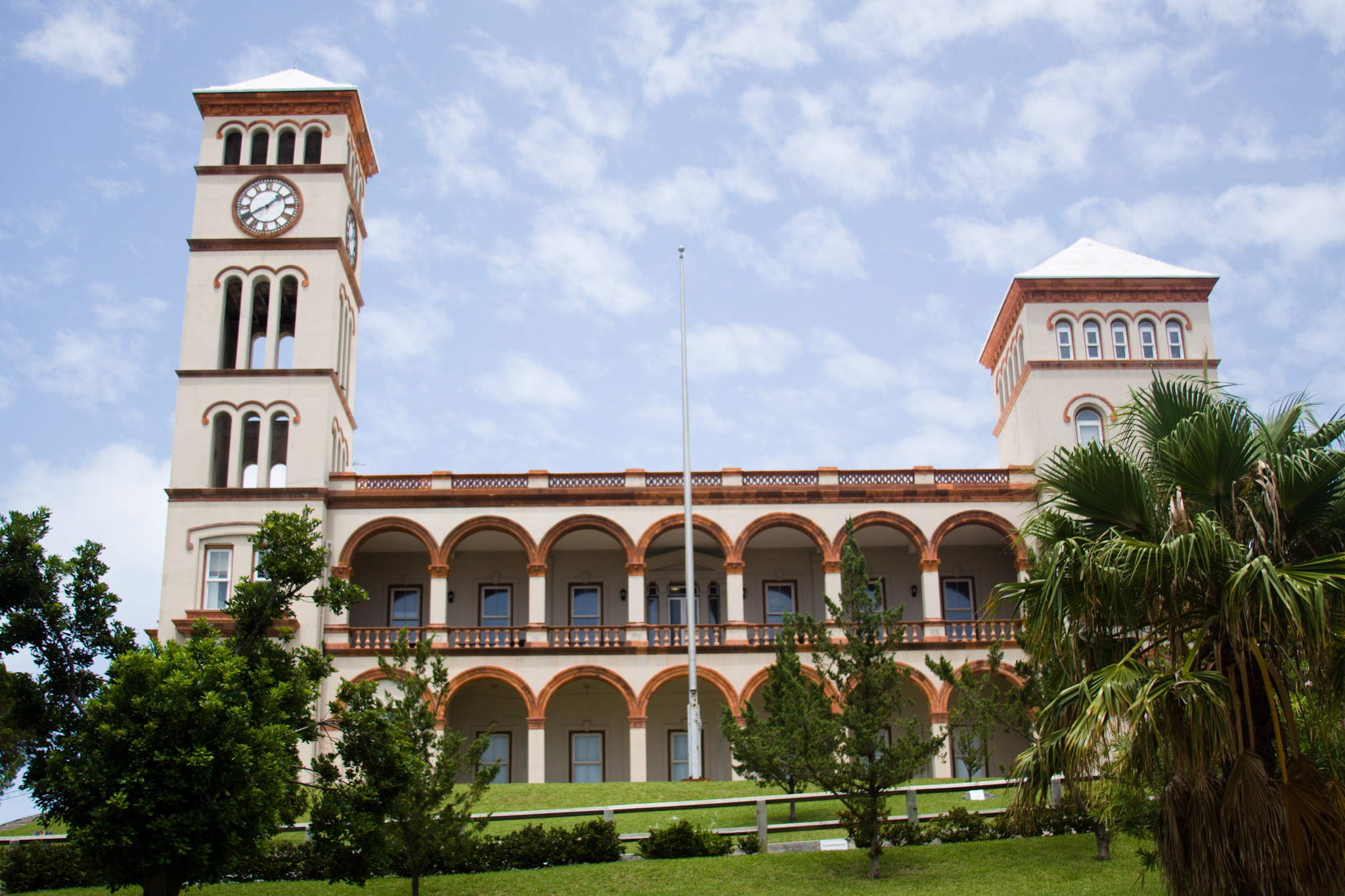
مجلس النواب في برمودا والمحكمة العليا
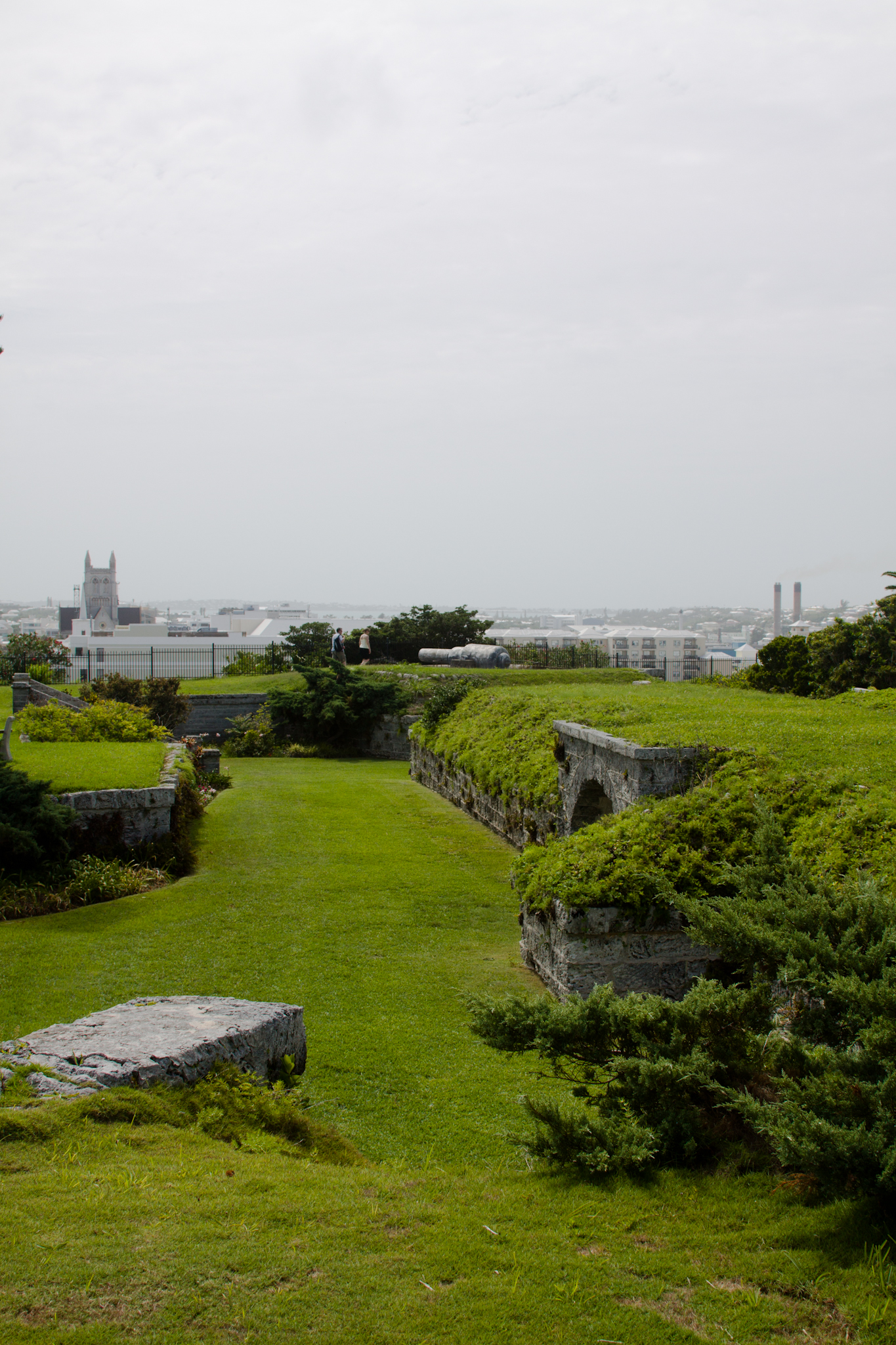
حصن هاميلتون
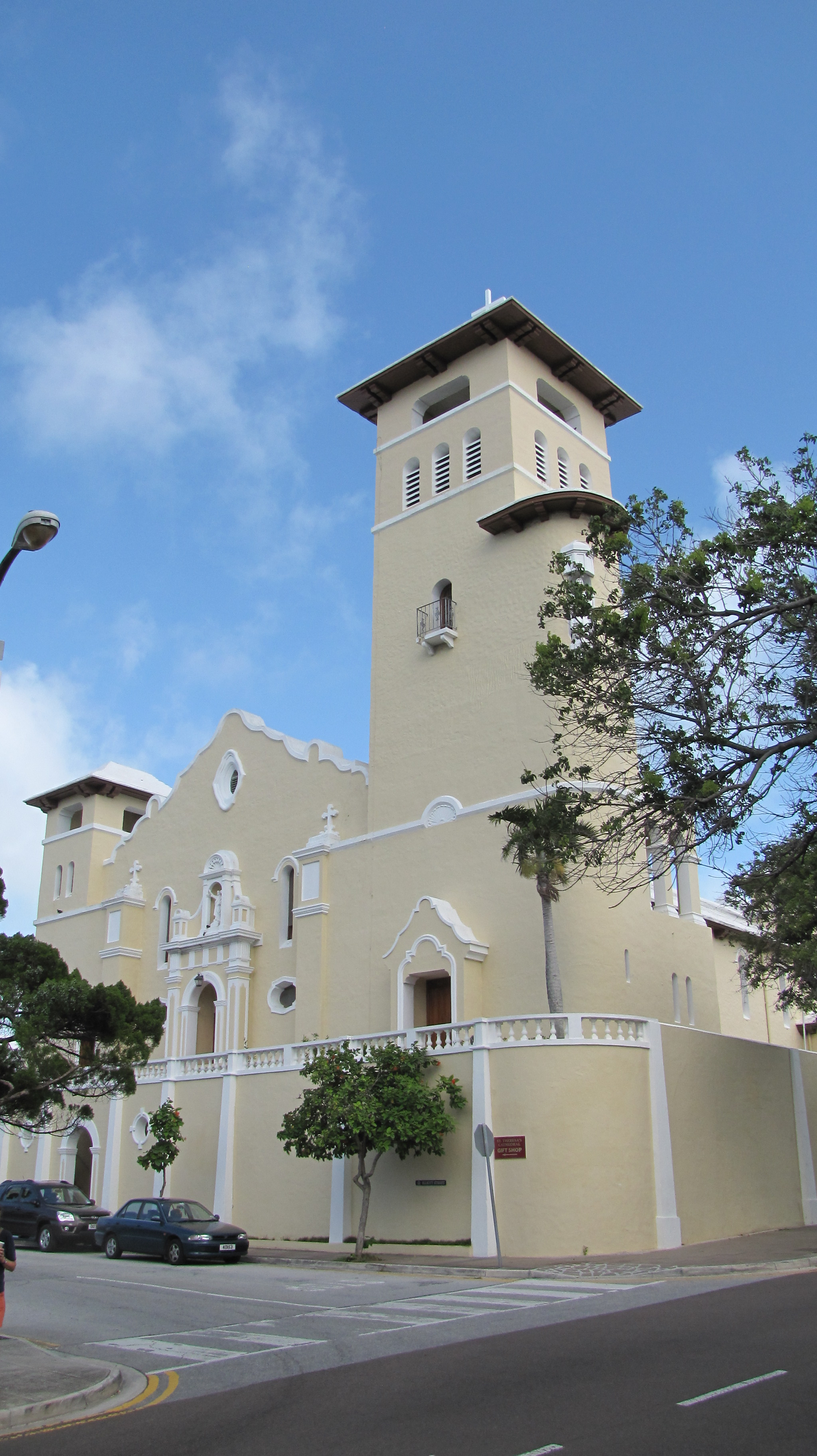
كاثدرائية القديسة تريزا
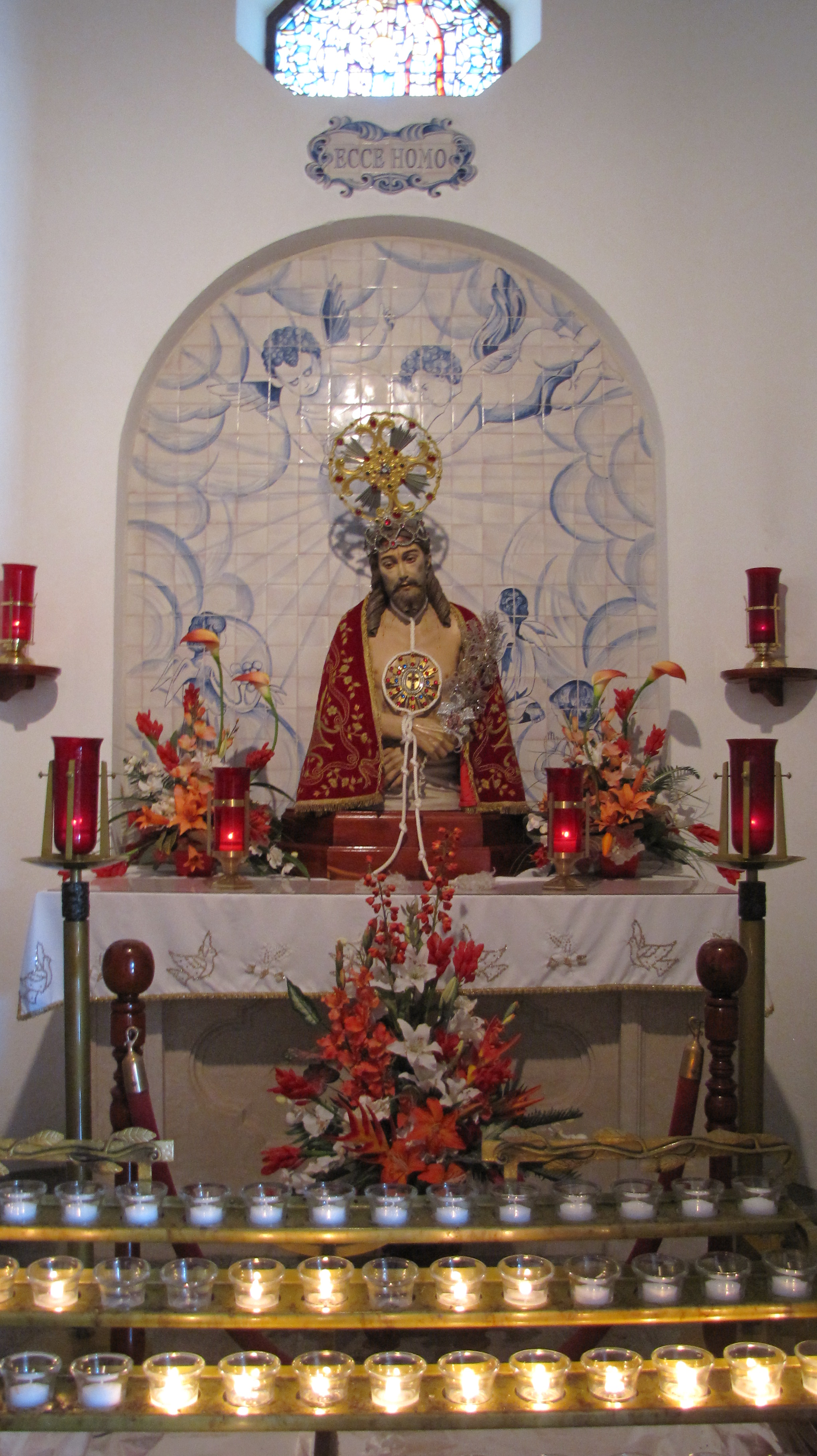
صورة السيد المسيح المقدس المخصصة من قبل شعب الأزور في جزر برمودا.